# St. Magnus (Bad Schussenried)

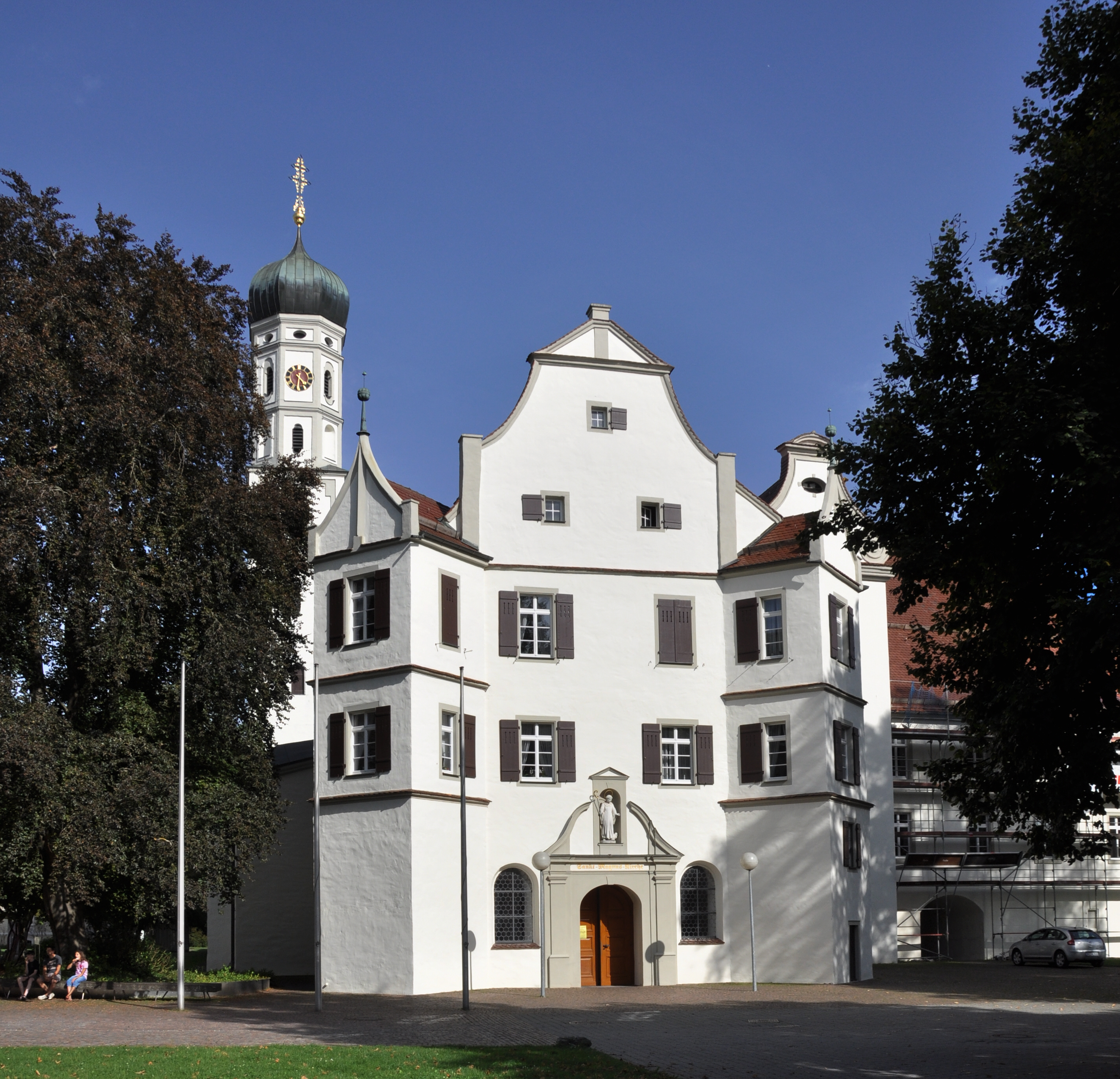
Ansicht von St. Magnus

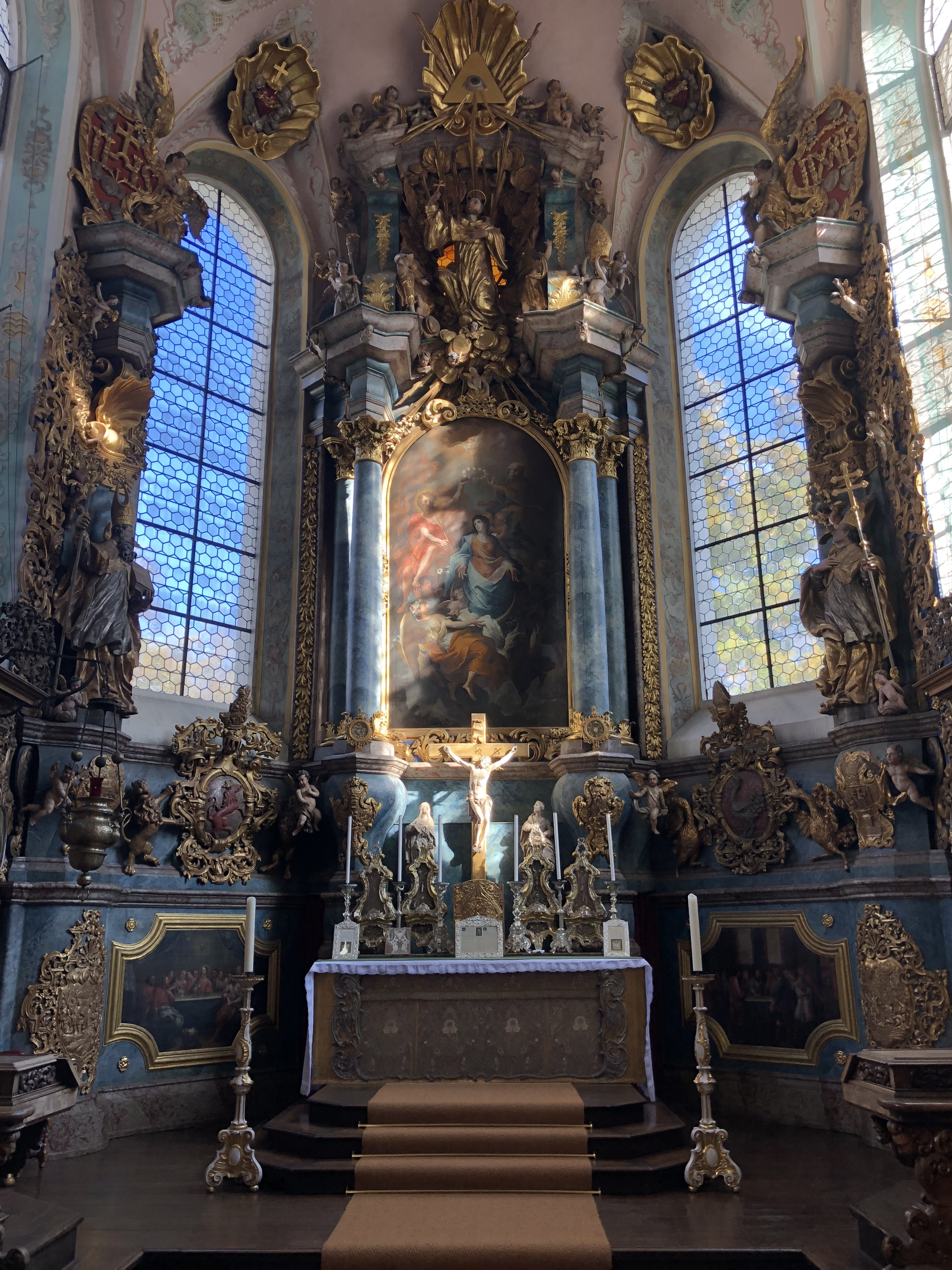
Blick auf den Hochaltar der ehemaligen Klosterkirche

Die römisch-katholische Pfarrkirche St. Magnus (und Maria) steht im Zentrum von Bad Schussenried in Baden-Württemberg. Bis zur Aufhebung des Klosters Schussenried im Jahre 1803 war sie dessen Abteikirche.

## Geschichte
Das Gotteshaus wurde nach der 1183 erfolgten Gründung des Klosters Schussenried als dreischiffige romanische Pfeilerbasilika erbaut. Wann die Erbauung der in Teilen noch heute existierenden Klosterkirche begonnen wurde, ist ungeklärt. Mutmaßlich erst unter dem von 1223 bis 1248 amtierenden Propst Konrad II. wurde sie nach 1230 vollendet und dem Patronat  der Mutter Gottes anvertraut. Später kam der Heilige Magnus von Füssen, dessen Reliquien bereits um 1180 im Kloster Weißenau, aus dem der Schussenrieder Gründungskonvent im Jahr 1183 gekommen war, verehrt wurden, als weiterer Schutzpatron hinzu. 1366 ist die Kirche als Gozhus Unser Frawen und Sanct Mang bezeugt.
Nach ihrer Erhebung zur Abteikirche im Jahre 1440 erfuhr die Kirche unter Abt Heinrich Österreicher (1480–1505) umfangreiche gotische Erweiterungen und Umbauten. Der Turm wurde aufgestockt und mit einem Spitzhelm versehen, die romanischen Flachdecken der Kirche wurden zu gotischen Netzgewölben umgebaut und die bisherige Ostwand wurde ausgebrochen und die Kirche um einen neuen Mönchschor erweitert. Außerdem wurden neue Altäre beschafft. Unter Heinrichs Regentschaft wurde der Westfassade des Kirchenbaus 1482 die heute noch bestehende schlossähnliche Prälatur vorgesetzt. Ebenso richtete der Abt über der Nordseite des Kreuzganges eine eigene Stiftsbibliothek ein.
Im 17. und 18. Jahrhundert  wurden sukzessive Barockisierungsmaßnahmen durchgeführt. Diese umfassten eine Aufstockung des Kirchturms, die Vergrößerung der Kirchenfenster und eine umfassende Umgestaltung des Kircheninnenraums. Es wurden unter anderem neue Altäre, Apostelfiguren, ein Taufbecken und eine Kanzel beschafft, ein Chorgestühl angefertigt und eine neue Orgel eingebaut. Außerdem wurden die Decken mit Stuck und Fresken ausgestaltet. Das dreischiffige, mit Pfeilern gegliederte Langhaus lässt jedoch immer noch den rund 800 Jahre alten romanischen Ursprungsbau erahnen.
Abt Tiberius Mangold (1683–1710) trug sich mit dem Gedanken eines großen Kirchenneubaus und verhandelte dazu mit dem Baumeister Christian Thumb aus Au (1645–1726). Seine Nachfolger ließen 1748 ein Planmodell von Dominikus Zimmermann (1685–1766) erstellen, das vom Klosterbaumeister Jakob Emele (1707–1780) ergänzt wurde. Durch Verwerfungen im Konvent wurde der Kirchenneubau jedoch nie ausgeführt.
Bei der Säkularisation 1803 fiel das nun aufgehobene Kloster mit der Kirche zunächst an die Witwe des Reichsgrafen Sternberg, Augusta Manderscheid-Sternberg (1744–1811). 1835 gelangte die gesamte ehemalige Klosteranlage durch Verkauf in den Besitz des Königreichs Württemberg.

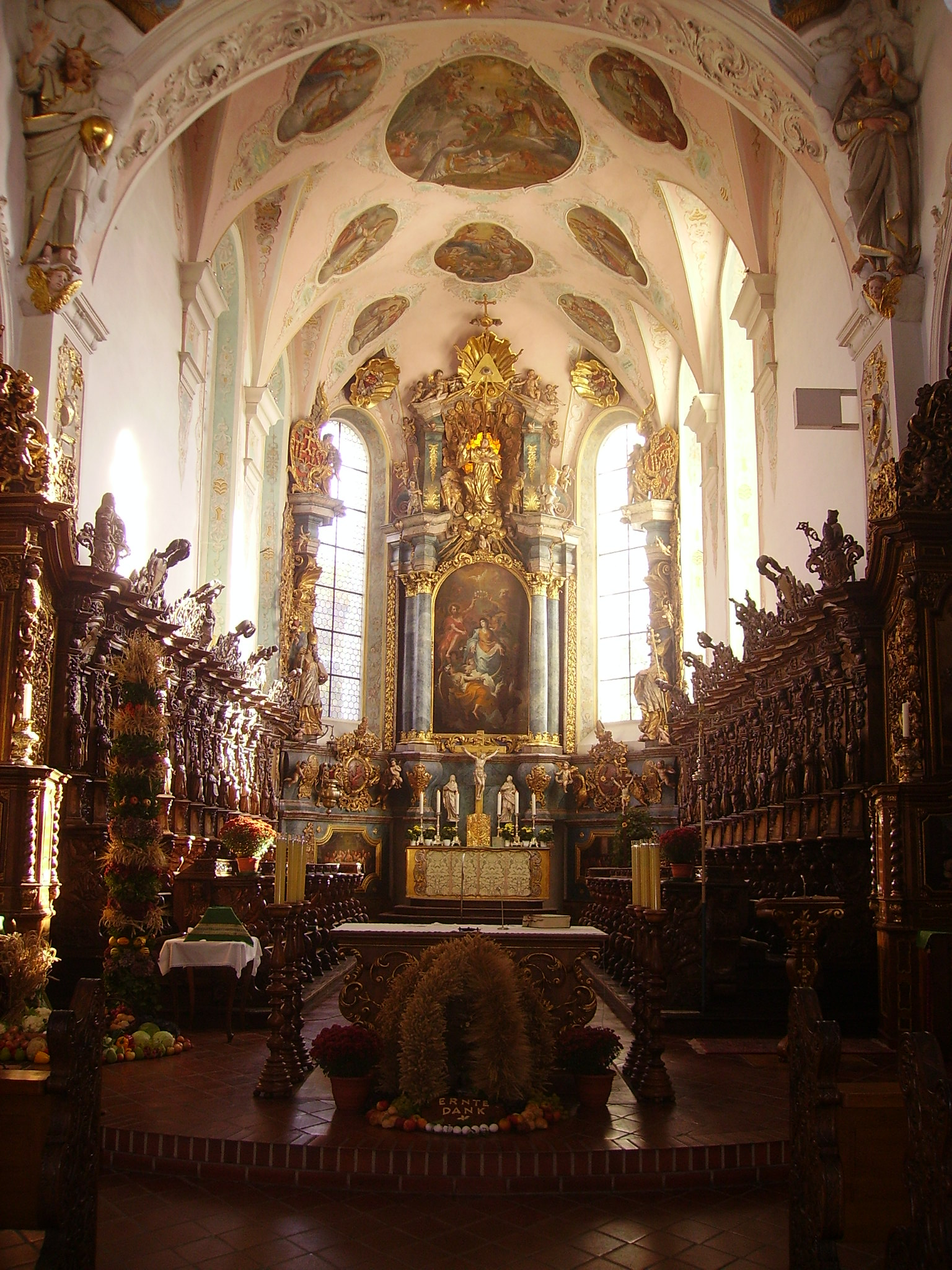
Blick zum Hochaltar

## Ausstattung

### Spätgotische Skulpturen
Aus der Zeit der Spätgotik sind folgende Skulpturen in der Kirche erhalten geblieben: Eine um 1440 entstandene Madonna mit Jesuskind des Memminger Malers und Bildhauers Hans Strigel des Älteren an der südlichen Langhauswand, ein um 1490 geschnitzter Christophorus mit Jesuskind des Ulmer Bildhauers Michael Erhart in der Vorhalle sowie eine ebenfalls dort aufgestellte, um 1515 gefertigte Entschlafung Mariens, die dem Biberacher Bildschnitzer Michael Zeynsler zugeschrieben wird.

### Fresken
Die Deckenfresken des Chores wurden 1744 von Gabriel Weiß (gest. 1760), einem in Wurzach ansässigen Appenzeller Maler geschaffen. Sie zeigen Szenen aus dem Leben des Ordensgründers Norbert von Xanten sowie sechs Heilige des Prämonstratenserordens.
Das Mittelschiff und die Seitenschiffe wurden 1745–1746 vom Hofmaler des Fürstbischofs von Freising Johannes Zick (1702–1762) freskiert. Im Mittelschiff sind Lebensszenen Norberts dargestellt. Kartuschen mit passenden Allegorien ergänzen die Szenen.
Das nördliche Seitenschiff zeigt Szenen aus der Legende des Kirchenpatrons Magnus von Füssen, das südliche Seitenschiff ist dem Leben des Heiligen Augustinus von Hippo gewidmet, dessen Ordensregel die Prämonstratenser befolgten.
Den Chorbogen ziert eine von Zick gestaltete Weltenuhr mit Heiliggeisttaube.

### Zelebrationsaltar und Ambo
Der neobarocke Zelebrationsaltar und der entsprechende Ambo wurden anlässlich der vom Zweiten Vatikanischen Konzil angestoßenen Liturgiereform im Jahr 1979 aufgestellt. Beide Objekte wurden vom Ellwanger Bildhauer Viktor Geiselhart gefertigt.

### Hochaltar
Den 1718 fertiggestellten Hochaltar lieferte der Wangener Maler Judas Thaddäus Sichelbein (1684–1758). Das Hochaltarblatt, auf dem die Krönung Mariens durch die Dreifaltigkeit dargestellt ist, wurde 1717 vom kurfürstlich bayerischen Hofmaler Johann Kaspar Sing (1651–1729) gemalt.
In der unteren Sockelzone des Hochaltars ist auf der linken Seite ein Gemälde des Letzten Abendmahls Jesu und auf der rechten Seite ein Gemälde des Pessachmahles der Israeliten vor dem Auszug aus Ägypten angebracht. Beide Darstellungen beziehen sich auf das eucharistische Geschehen am Hochaltar.
Die sechs golden gefassten Flachreliefs der Sockelzone des Hochaltars nehmen ebenfalls Bezug auf die Eucharistie.  Sie wurden wie sämtlicher figürliche und ornamentale Schmuck des Hochaltars von Georg Anton Machein (1685–1739) geschaffen. Die Reliefs zeigen alttestamentliche Szenen, die der Christenheit als Präfigurationen der Eucharistie galten. Neben dem Klosterwappen auf der linken Seite ist links Elija unterm Ginsterstrauch dargestellt und rechts die Szene, wie Abraham seinen Sohn Isaak opfern will. Links vom Abendmahlsgemälde ist die Begegnung von Abraham mit Melchisedek zu sehen. Neben dem Abtswappen auf der rechten Seite ist links das Opfer Noachs verbildlicht und rechts das Allerheiligste des Jerusalemer Tempels mit der Bundeslade,
Schaubroten und einem Priester. Rechts vom Pessachbild ist das Mannawunder dargestellt.
Machein schnitzte die Figur des Heiligen Magnus vor dem Goldglasfenster, die drei Muscheln mit dem Auge Gottes im Altarauszug, dem Herzen Jesu links und dem Herzen Mariens rechts davon. Die Figur des Heiligen Augustinus links und die des Heiligen Norbert rechts sowie die darüberliegenden Kartuschen mit dem Namen Christi auf der linken und dem Namen Mariens auf der rechten Seite stammen ebenfalls von Machein. Außerdem fertigte er die Wappenkartuschen in der oberen Sockelzone des Hochaltars: links das Klosterwappen und rechts das Wappen des Abtes Innozenz Schmid (Amtszeit 1710–1719).
Auf der Altarmensa steht der Tabernakel, der 1983 vom Schwäbisch Gmünder Goldschmied Hermann Stadelmaier (1918–2012) gefertigt wurde. Hinter dem Tabernakel ist eine Kreuzigungsgruppe aufgestellt, die vom ehemaligen Kreuzaltar stammt, der im Jahr 1807 entfernt wurde.

### Nebenaltäre
Heute stehen in der Kirche noch sechs barocke Nebenaltäre. An der Nordwand befindet sich unmittelbar neben der Chorbogenwand der dem Kirchenpatron geweihte Magnusaltar mit einer von Georg Anton Machein geschnitzten Magnusfigur. Oben auf dem Altar ist eine ebenfalls von Machein stammende Heilige Katharina angebracht.
Rechts neben dem Magnusaltar, links außen an der linken Chorbogenwand, steht der Apostelaltar. Auf dem Altarblatt, das mutmaßlich Gabriel Weiß malte, sind die Jünger mit dem Lamm Gottes zu sehen. Das Auszugsbild zeigt Thomas vor Jesus.
Der zum Mittelgang hin liegende Nebenaltar an der linken Chorbogenwand ist Maria und dem Heiligen Vinzenz geweiht. Der barocke Schrein birgt ein Skelett mit Reliquien, die vom Katakombenheiligen Vinzenz stammen sollen. Das Altarblatt, das 1737 von Johann Kaspar Sings Schüler Franz Joseph Spiegler (1691–1757) gemalt wurde, zeigt Maria als Immaculata. Im Auszugsbild ist der Prämonstratenser Hermann Joseph von Steinfeld dargestellt.
Unmittelbar rechts vom Mittelgang ist auf der rechten Seite der Chorbogenwand ein dem Heiligen Joseph und dem Heiligen Valentin geweihter Altar aufgestellt. Im Schrein ist ein Skelett zu sehen, das Reliquien des Katakombenheiligen Valentin beinhalten soll. Das 1737 von Franz Joseph Spiegler gemalte Altarbild zeigt Joseph mit dem Jesuskind. Auf dem Auszugsbild ist der Heilige Nikolaus von Myra abgebildet.
Rechts neben dem Josephs- und Valentinsaltar steht der Augustinusaltar. Das Altarblatt, das Gabriel Weiß gemalt haben soll, zeigt den Kirchenvater Augustinus.
Rechts daneben, an der südlichen Langhauswand unmittelbar an die rechte Chorbogenwand anschließend, ist ein dem Erzengel Michael geweihter Altar aufgestellt. Die Michaelsfigur wurde von Georg Anton Machein gefertigt.
Der Maler der Predellen der Seitenaltäre ist unbekannt.

### Stuckfiguren
Auf den Kapitellen der Pfeiler stehen Stuckfiguren der zwölf Apostel mit ihren jeweiligen Attributen. An der Chorbogenwand ist auf der Nordseite Christus und auf der Südseite die Muttergottes als Stuckfigur aufgestellt. Die Figuren wurden von Johannes Zick gestaltet.

### Kanzel
Die Kanzel wurde 1746 vom Altdorfer Schreiner Joachim Früholz (1715–1770) gefertigt. Auf dem Schalldeckel sind neben einem Engel mit Siegespalme die Symbole der vier Evangelisten angebracht.

### Chorgestühl
Das hochbarocke, überreich ausgeschmückte Chorgestühl aus Nussbaumholz, das 1715–1717 von Georg Anton Machein (1685–1739) und seiner Werkstatt geschaffen wurde, gehört wie das Buxheimer Chorgestühl zur figürlich ausgestatteten Gruppe der „schwäbischen Akanthus-Chorgestühle“. Das Gestühl ist auf beiden Seiten zweireihig und umfasst auf den innenliegenden Seiten jeweils zehn Stallen und außen jeweils dreizehn Stallen.
Der architektonische Aufbau ist ikonographisch in verschiedene Inhaltsebenen gegliedert: In den Sockelreliefs ist die vernunftlose Welt der Pflanzen, Tiere und menschlichen Laster dargestellt. Die Gestühlswangen zeigen Menschen in Alltagsszenen.
In den Dorsalfeldern der beiden hinteren Reihen befinden sich Reliefs aus Lindenholz, die Stationen aus dem Leben Mariens und dem Leben Christi zeigen. Die Lebensszenen entstammen biblischer und außerbiblischer Überlieferung. Flankiert werden die Reliefs von vierundzwanzig männlichen und vier weiblichen Ordensgründer bzw. Heiligen. Oben auf den Aufsätzen sind beiderseits jeweils vier Skulpturen von Heiligen des Prämonstratenserordens aufgestellt.
Bis 1930 befand sich das Chorgestühl in den beiden letzten Jochen des Mittelschiffs und wurde sodann im Rahmen einer notwendig gewordenen Restaurierung komplett in den  Chor der Kirche verlegt. Dabei wurde die Nordseite mit der Südseite vertauscht, so dass jetzt die chronologische Reihenfolge bei den Reliefszenen nicht mehr im Westen, sondern im Osten beginnt. Das außergewöhnliche, im chorischen Wechsel angelegte Leseprinzip der Reliefdarstellungen ging dabei aber nicht verloren.
Ursprünglich begann der Reliefzyklus folglich im Westen auf der Südseite mit dem Sündenfall und der Verheißung des von Maria geborenen Erlösers. Von hier aus erstreckte sich der mariologische bzw. christologische Bogen, sich abwechselnd zwischen Süd- und Nordseite hin und her bewegend, bis zur Darstellung von Mariä Himmelfahrt im Osten auf der Nordseite. Das damals unmittelbar neben dem Hochaltar liegende Himmelfahrtsrelief leitete über zur Darstellung der Krönung Mariens durch die Dreifaltigkeit, die auf dem Hochaltargemälde dargestellt ist. Dieses bildete den theologischen Höhepunkt und Abschluss des Zyklus. Durch die heute seitenverkehrte Aufstellung des Chorgestühls ist dieses Prinzip auf den ersten Blick nicht mehr zu erkennen.
Die Reliefdarstellungen und die Skulpturen der Ordensgründer bzw. Heiligen sind heute wie folgt angeordnet:
| Reliefdarstellungen und Ordensgründer/ Heilige                                     | Chorraum | Reliefdarstellungen und Ordensgründer/ Heilige                                              |
| ---------------------------------------------------------------------------------- | -------- | ------------------------------------------------------------------------------------------- |
| Sündenfall mit Verheißung des Erlösers                                             |          | Mariä Geburt                                                                                |
| Augustinus 4./5. Jahrhundert Kirchenvater, Verfasser der Augustinusregel           |          | Norbert von Xanten 11./12. Jahrhundert Gründer der Prämonstratenser                         |
| Mariä Tempelgang                                                                   |          | Mariä Verkündigung                                                                          |
| Paulus von Theben 3./4. Jahrhundert Erster Eremit, Vorbild für die Pauliner        |          | Antonius der Große 3./4. Jahrhundert Vater des abendländischen Mönchtums                    |
| Vermählung Marias mit Joseph                                                       |          | Mariä Heimsuchung                                                                           |
| Benedikt von Nursia 5./6. Jahrhundert Gründer der Benediktiner                     |          | Bernhard von Clairvaux 11./12. Jahrhundert Kirchenvater, bedeutender Abt der Zisterzienser  |
| Geburt Jesu                                                                        |          | Anbetung der Weisen                                                                         |
| Franz von Assisi 12./13. Jahrhundert Gründer des Ordens der Minderen Brüder        |          | Dominikus von Caleruega 12./13. Jahrhundert Gründer der Dominikaner                         |
| Darstellung Jesu im Tempel                                                         |          | Flucht nach Ägypten                                                                         |
| Basilius der Große 4. Jahrhundert Vater des morgenländischen Mönchtums             |          | Hieronymus 4./5. Jahrhundert Kirchenvater, Eremit                                           |
| Der zwölfjährige Jesus im Tempel                                                   |          | Heilige Familie in Nazareth                                                                 |
| Bruno von Köln 11./12. Jahrhundert Gründer der Kartäuser                           |          | Wilhelm von Malavalle 12. Jahrhundert Eremit, Vorbild für die Wilhelmiten                   |
| Versuchung Jesu                                                                    |          | Hochzeit zu Kana                                                                            |
| Ignatius von Loyola 15./16. Jahrhundert Gründer der Jesuiten                       |          | Philipp Neri 16. Jahrhundert Gründer der Oratorianer                                        |
| Verklärung Jesu                                                                    |          | Abschied Jesu von Maria                                                                     |
| Petrus de Murrone 13. Jahrhundert Eremit, Gründer der Cölestiner                   |          | Philippus Benitius 13. Jahrhundert Generalprior der Serviten                                |
| Jesus am Ölberg                                                                    |          | Geißelung Jesu                                                                              |
| Petrus Nolascus 12./13. Jahrhundert Mitgründer der Mercedarier                     |          | Johannes von Matha 12./13. Jahrhundert Mitgründer der Trinitarier                           |
| Dornenkrönung Jesu                                                                 |          | Jesus vor Pontius Pilatus                                                                   |
| Franz von Paola 15./16. Jahrhundert Gründer der Paulaner (Orden) (Minimen)         |          | Johannes von Gott 15./16. Jahrhundert Vorbild für die Barmherzigen Brüder                   |
| Kreuztragung Jesu                                                                  |          | Kreuzigung Jesu                                                                             |
| Kajetan von Thiene 15./16. Jahrhundert Mitgründer der Theatiner                    |          | Johannes Colombini 14. Jahrhundert Gründer der Jesuaten                                     |
| Beweinung Jesu (Pietà)                                                             |          | Grablegung Jesu                                                                             |
| Franz von Sales 16./17. Jahrhundert Mitgründer der Salesianerinnen (Visitantinnen) |          | Laurentius Justinianus 14./15. Jahrhundert Gründer der regulierten Chorherren vom Hl. Georg |
| Auferstehung Christi                                                               |          | Christi Himmelfahrt                                                                         |
| Clara von Assisi 12./13. Jahrhundert Gründerin der Klarissen                       |          | Teresa von Ávila 16. Jahrhundert Reformerin der Karmeliten                                  |
| Aussendung des Heiligen Geistes                                                    |          | Mariä Himmelfahrt                                                                           |
| Birgitta von Schweden 14. Jahrhundert Gründerin der Birgittinen                    |          | Johanna von Frankreich 15./16. Jahrhundert Gründerin der Annuntiatinnen                     |

Die Inschrift „Romuald von Camaldoli“ am Chorgestühl ist falsch, denn die dort befindliche Figur stellt ohne Zweifel Johannes von Matha dar. Teresa von Ávila ist mit dem falschen Attribut versehen: Das Kreuz mit der Dornenkrone Christi und den Leidenswerkzeugen gehört zu Bernhard von Clairvaux.
Die Prämonstratenserheiligen auf den Aufsätzen sind auf der heutigen Nordseite von Ost nach West: Gottfried von Cappenberg, Hermann Joseph von Steinfeld, Gilbert von Neuffontaines und Juliana von Lüttich. Auf der Südseite stehen von Ost nach West: Gerlach von Houthem, Siard von Mariengaarde, Gertrud von Altenberg und Friedrich von Mariengaarde.

### Brüstung der Orgelempore
Die Brüstung der Orgelempore ist mit Darstellungen musizierender Engel bemalt, die 1725 von Gabriel Weiß angebracht wurden.

## Orgeln

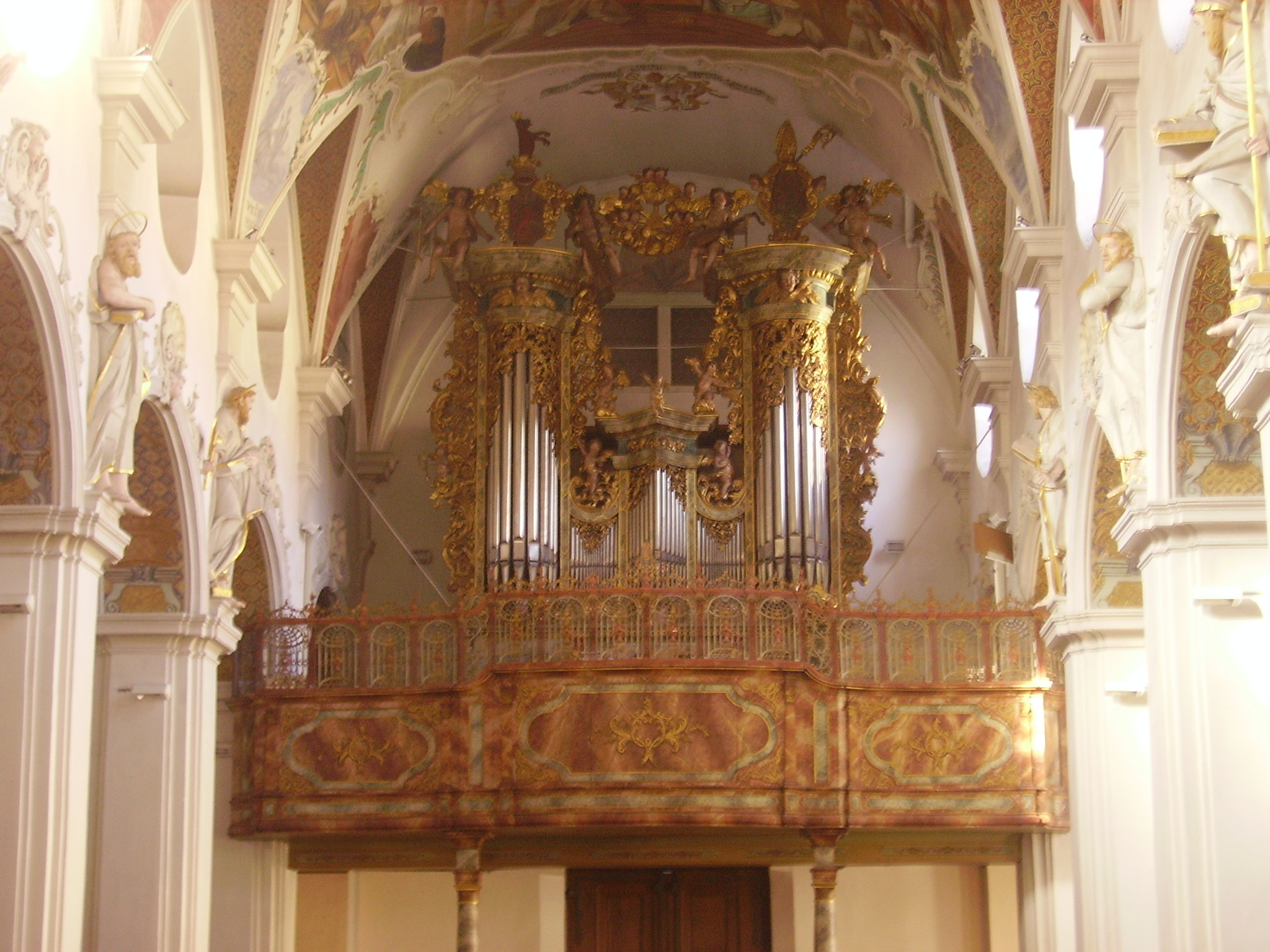
Blick zur (Haupt-)Orgel

### Chororgel
1696 ließ Abt Tiberius Mangold von einem Memminger Orgelbauer eine fünfregistrige Chororgel fertigen. Diese wurde 1747 durch eine neue Orgel mit Pedal und 17 Registern von Ägidius Schnitzer aus Hayingen ersetzt. Die Chororgel ist heute nicht mehr erhalten.

### Hauptorgel
Die Hauptorgel auf der Westempore erhielt über die Jahrhunderte umfangreiche Änderungen. 1707 wurde sie durch ein Pedalwerk ergänzt. 1723–1725 wurde das heutige Orgelprospekt geschaffen, an dem unter anderem Gabriel Weiß aus Wurzach beteiligt war. 1725 erhielt die Orgel Zinnpfeifen für das Rückpositiv. 1776–1777 erfolgten Renovierungen, vielleicht sogar durch die Hand von Johann Nepomuk Holzhey (1741–1809). Im 19. Jahrhundert wurden umfangreiche Änderungen vorgenommen.
1867 wurde eine neue Orgel durch die Firma Weigle eingebaut.
Das heutige Orgelwerk wurde von der Firma Weigle aus Echterdingen 1978/1979 erbaut. Die Orgel besitzt 34 Register auf drei Manualen und Pedal.
| I Hauptwerk C–g3 |             |     |
| 1.               | Bordun      | 16' |
| 2.               | Prinzipal   | 08' |
| 3.               | Gemshorn    | 08' |
| 4.               | Oktave      | 04' |
| 5.               | Spillpfeife | 04' |
| 6.               | Hohlflöte   | 02' |
| 7.               | Mixtur IV-V | 02' |
| 8.               | Schalmet    | 04' |

| II Positiv C–g3 |            |        |
| 09.             | Gedeckt    | 08′    |
| 10.             | Rohrflöte  | 04′    |
| 11.             | Prinzipal  | 02′    |
| 12.             | Sifflöte   | 01 ⁄3′ |
| 13.             | Zimbel III | 01⁄2′  |
| 14.             | Oboe       | 08′    |
|                 | Tremulant  |        |

| II Schwellwerk C–g3 |                  |         |
| 15.                 | Holzflöte        | 08′     |
| 16.                 | Hartpfeife       | 08′     |
| 17.                 | Schwellprinzipal | 04′     |
| 18.                 | Schiebung        | 04′     |
| 19.                 | Nasat            | 02 ⁄3′  |
| 20.                 | Flachflöte       | 02′     |
| 21.                 | Terz             | 01 3⁄5′ |
| 22.                 | Blockflöte       | 01′     |
| 23.                 | Scharf V-VI      | 01 ⁄3′  |
| 24.                 | Dulcian          | 16′     |
| 25.                 | Trompete         | 08′     |
|                     | Tremulant        |         |

| Pedalwerk C–f1 |                   |         |
| 26.            | Offenbass         | 16′     |
| 27.            | Subbass           | 16′     |
| 28.            | Oktavbass         | 08′     |
| 29.            | Spitzflöte        | 08′     |
| 30.            | Rohrpommer        | 04′     |
| 31.            | Dolcan-Piffaro II | 04′     |
| 32.            | Zink IV           | 03 1⁄5′ |
| 33.            | Posaune           | 16′     |
| 34.            | Trompete          | 08′     |

## Glocken
Die Pfarrkirche verfügt derzeit über ein Geläut aus sechs Bronzeglocken aus den Jahren 1502, 1721, 1950 und 1951 mit der Tonfolge des′ f′ as′ b′ des′′ es′′.

## Pfarrer von St. Magnus
Pfarrer der Klostergemeinde:
- Alexander Kirchmaier (1803–1805)
- Lorenz von Löwe (1805–1843)
- Lorenz Lang (1845–1852)
- Josef Vaccano (1858–1879)
- Gustav Biesinger (1880–1887)
- Valentin Matthias Betz (1887–1904)
- Klemens Kohler (1905–1925)
- Otto Häfner (1925–1932)
- Max Schlichte (1932–1948)
- Norbert Lämmle (1948–1954)
- Gottfried Schwarz (1954–1971)
- Anton Schmid (1971–1998)
- Joachim Meckler (1998–2017)
- Nicki Schaepen (seit 2018)